# Rania Prassa
Rania Prassa (in greco Ράνια Πρασσά?; Salonicco, 10 maggio 1976) è un'ex cestista greca.

## Carriera
Con la Grecia ha disputato i Campionati europei del 2001.